# Теко Модісе
Теко Модісе (англ. Teko Modise, *22 грудня 1982, Совето, ПАР) — південноафриканський футболіст, півзахисник кзанського «Орландо Пайретс» та національної збірної ПАР.

## Клубна кар'єра
Теко Модісе виступав за місцеві команди своєї провінції, а згодом його запросили до відомого клубу «Ріа Старс». У 2002 році він перейшов до «Мпумаланга Блек Ейсиз», в якому він себе дуже вдало зарекомендував і став основним гравцем, тому в 2006 році він був затребуваний одним з грандів футболу Південної Африки «Суперспорт Юнайтед», але закріпитися в основі команди йому не вдалося, через те він подався до «Орландо Пайретс» в передмісті Йоханнесбурга й став одним з лідерів команди. 
Учасник фінальної частини 19-ого Чемпіонату світу з футболу 2010 в Південно-Африканській Республіці.